# 花珠寶螺
花珠寶螺（学名：Cypraea bistrinotata）为寶螺科寶螺屬下的一个种。